# Angelmaker
Angelmaker (Eigenschreibweise AngelMaker) ist eine 2011 gegründete kanadische Deathcore-Band aus Vancouver.

## Geschichte
Gegründet wurde Angelmaker im Jahr 2011 in der kanadischen Stadt Vancouver und besteht nach mehreren Besetzungswechseln aus den Sängern Mike Greenwood und Casey Tyson-Pearce, den beiden Gitarristen Colton Bennett und Matt Perrin – welcher seit 2015 auch bei Threat Signal spielt –, Bassist Cole Rideout, sowie dem Schlagzeuger Steven Sanchez.
Im September des Jahres 2012 veröffentlichte die Band ihre Debüt-EP Decay, die sechs Titel und eine Zusammenarbeit mit Darian Mazloomi von Argent Strand aufweist, in Eigenregie. Knapp ein halbes Jahr darauf folgte die Veröffentlichung einer 3-fach-Split-EP mit den Bands Lament und Isolations. Anfang des Jahres 2015 veröffentlichte die Band mit Dissentients ihr Debütalbum, dass größtenteils aus eigener Tasche finanziert wurde. Eine Crowdfunding-Kampagne auf der Plattform Indiegogo brachte knapp 30 Prozent der Gesamtkosten ein. Im Oktober des Jahres 2016 erschien mit Unholy Alliance eine weitere Split-EP, dieses Mal mit der Deathcore-Band A Night in Texas.
Zwischen dem 3. März und dem 8. April 2017 spielte Angelmaker ihre erste Konzertreise als Headliner durch die Vereinigten Staaten, wobei der Auftakt der Tournee in Vancouver stattfand. Diese Tournee wurde von Falsifier begleitet. Nachdem die Gruppe einen Fancontest für sich entscheiden konnte, durfte die Gruppe im Sommer die komplette Summer Slaughter Tour in den Vereinigten Staaten und Kanada eröffnen, die von The Black Dahlia Murder geheadlint und von Betraying the Martyrs, Lorna Shore, Dying Fetus, Oceano, Slaughter to Prevail, The Faceless und Rings of Saturn begleitet wurde. Nach der Summer Slaughter Tour plant die Gruppe die Arbeiten an ihrem zweiten Album beenden und Ende des Jahres das Studio beziehen zu können, um mit den Aufnahmen starten zu können. Geplant ist, das zweite Album Anfang 2018 zu veröffentlichen. Auch ist eine weitere große Konzertreise geplant. Im Oktober und November absolvierte die Gruppe eine Nordamerikatournee als Vorband von Psycroptic, die außerdem von Decrepit Birth und Within Destruction begleitet wurde. Das dritte, nach der Band benannte Album erscheint am 31. Mai 2019.
Im Oktober 2024 gab die Band über ihren Instagram-Account bekannt, dass Ian Bearer (ex-Rings of Saturn) neues Bandmitglied wird. Gleichzeitig schied Mike Greenwood als Sänger aus, Gründe wurden dafür aber nicht genannt.

## Musik
Angelmaker spielen puren und simplen Deathcore, welcher nicht mit Elementen des Djent oder Einflüssen des Progressive Metals arbeite und somit nicht an Necrophagist erinnert. Stattdessen greifen die Musiker auf eine musikalische Mischung des Death Metal mit Hardcore Punk zurück. Eher untypisch für den Deathcore ist die Verwendung von Gangshouts, was im Hardcore üblich ist. Außerdem arbeiten die Musiker mit Tremolo-Picking im Gitarrenspiel, Suffocation-ähnliche Blastbeats und schnellen Breakdowns. Vergleichbar ist die Musik sowohl mit King Conquer, Carnifex, Float Face Down als auch mit Aversions Crown, Oceano, I Declare War und Infant Annihilator.

## Bekanntheit
Obwohl die Gruppe im Underground aktiv ist und erst seit 2016 tourt, verzeichnet die Band eine stetig wachsende Fangemeinschaft. Auch die Split-EP Unholy Alliance mit der australischen Band A Night in Texas sorgte für einen Anstieg des Bekanntheitsgrades. Durch ein Fanvoting, welches vom Veranstalter der seit 2007 jährlich ausgetragenen Summer Slaughter Tour ausgerufen wurde, konnte sich die Band gegen Konkurrenten wie Jungle Rot und My Enemies & I durchsetzen und so die komplette Konzertreise als Opening Act spielen.

## Diskografie
- 2012: Decay (EP, Eigenproduktion)
- 2013: Angelmaker/Lament/Isolations (3-fach-Split-EP mit Lament und Isolations)
- 2015: Dissentient (Album, Eigenproduktion)
- 2016: Unholy Alliance (Split-EP mit A Night in Texas)
- 2019: Angelmaker (Album, Eigenproduktion)
- 2021: Eclipse (EP)
- 2022: Sanctum (Album)
- 2022: In Dying Days (Single)
- 2023: Knee Deep (Single)
- 2023: Death Mask Divine (Single)
- 2023: Suffer Forever (Single)